# Jag funnit pärlan underbar
Jag funnit pärlan underbar är en sång med text från 1894 av H. Holdaway som sjungs på en melodi av okänt ursprung.

## Publicerad i
- Musik till Frälsningsarméns sångbok 1907 som nr 2.
- Frälsningsarméns sångbok 1929 som nr 275 under rubriken "Jubel, erfarenhet och vittnesbörd".
- Frälsningsarméns sångbok 1968 som nr 299 under rubriken "Jubel och tacksägelse".
- Frälsningsarméns sångbok 1990 som nr 556 under rubriken "Erfarenhet och vittnesbörd".